# Phyllotis caprinus
El pericote anaranjado (Phyllotis caprinus) es una especie de roedor del género Phyllotis de la familia Cricetidae. Habita en el Cono Sur de Sudamérica.

## Taxonomía
Esta especie fue descrita originalmente en el año 1958 por el zoólogo estadounidense Oliver Paynie Pearson.
Localidad tipo
La localidad tipo referida es: “Tilcara (a una altitud de 2438 msnm), departamento homónimo, Jujuy, Argentina”.
Caracterización y relaciones filogenéticas
Si bien en el año 1962 el mastozoólogo estadounidense Philip Hershkovitz lo degradó a subespecie de Phyllotis darwini, es decir: Phyllotis darwini caprinus, posteriormente esto no fue seguido por otros autores.

## Distribución geográfica y hábitat
Esta especie es endémica de laderas orientales de los Andes, en altitudes entre 2100 y 3750 m s. n. m., desde el centro-sur de Bolivia hasta el noroeste de la Argentina, en las provincias de: Jujuy y Salta. Vive en ambientes prepuneños, puneños, pastizales de montaña, arbustales y bosques xerófilos.

## Conservación
Según la organización internacional dedicada a la conservación de los recursos naturales Unión Internacional para la Conservación de la Naturaleza (IUCN), al no poseer mayores peligros, la clasificó como una especie bajo “preocupación menor” en su obra: Lista Roja de Especies Amenazadas.